# 黃嘉豪 (馬評人)
黃嘉豪（英語：Wong Ka Ho，Timothy，?—），香港馬評人，香港賽馬電視節目主持。
黃嘉豪於1985年加入賽馬傳媒行列，先後曾任職於《新報》、《華僑日報》及《蘋果日報》，1997年起擔任香港賽馬會電視節目主持人，其後曾轉到香港有線電視18台擔任主持，2002年馬季，返回香港賽馬會擔任主持。現為擔任香港有線電視製作，在有線電視播出之《賽事傳真》(夜馬)節目主持。

## 主持節目
- 我要做大戶
- 賽馬直擊
- 賽後你點睇

## 外部連結
- 嘉豪主頁：嘉豪戰場-賽馬分析及預測 KaHo TopTips （页面存档备份，存于）

黃嘉豪Blog：嘉豪沙圈 Parade Ring Of Tim （页面存档备份，存于）
Facebook

## 資料來源
- 電視節目──賽馬節目主持人 （页面存档备份，存于） 香港賽馬會